# Estatuto de Autonomía de Melilla
El Estatuto de Autonomía de Melilla es la norma institucional básica de la ciudad autónoma de Melilla, en España. Se trata de una ley orgánica aprobada el 13 de marzo de 1995 y publicada en el Boletín Oficial del Estado el día siguiente, junto al equivalente de Ceuta. Estableció al municipio como ciudad autónoma, pues antes era un municipio perteneciente a la provincia de Málaga. Fue el paso final de la aplicación de la Disposición Transitoria Quinta de la Constitución de 1978, que permitía la posterior constitución de Ceuta y Melilla en comunidades autónomas.